# Toma Alimanu
Toma Alimanu a fost un haiduc oltean din Mehedinți.